# Antti Tuuri
Antti Elias Tuuri (né le 1er octobre 1944 à Kauhava) est un écrivain finlandais. Il est surtout connu pour ses écrits concernant l'Ostrobotnie du Sud.

## Biographie
En 1951 Tuuri entre à l’école primaire de Kauhava. Il prépare son baccalauréat au lycée de Vimpeli et l'obtient en 1963. En 1972 il reçoit son diplôme d'ingénieur en arts graphiques de l'Université technologique d'Helsinki. Pendant ses études il travaille en Allemagne. De 1972 à 1983, il exerce différents métiers. En 1983 il devient écrivain à plein temps.

## Ouvrages traduits en français
- (fr) Un jour en Ostrobotnie, Actes Sud, coll. « Lettres scandinaves », 10 août 1993, 342 p. (ISBN 978-2-86869-567-3)

## Ouvrages en finnois
La production de Antti Tuuri est prolifique: 

### Romans
- (fi) Asioiden suhteet, Otava, 1971
- (fi) Marraskuun loppu, Otava, 1973 (ISBN 978-951-1-00762-3)
- (fi) Joki virtaa läpi kaupungin : romaani, Otava, 1977, 353 p. (ISBN 978-951-1-04584-7)
- (fi) Vuodenajat maaseutukaupungissa : romaani, Otava, 1979 (ISBN 978-951-1-05544-0)
- (fi) Viisitoista metriä vasempaan, Otava, 1985 (ISBN 978-951-1-08659-8)
- (fi) Miehiä naisten kanssa, Otava, 1993 (ISBN 978-951-1-12248-7)
- (fi) Sotaan syylliset : romaani, Otava, 1994, 411 p. (ISBN 978-951-1-12761-1)
- (fi) Elämä isänmaalle, Otava, 1998 (ISBN 978-951-1-15605-5)
- (fi) Aukko taivaassa, Otava, 2000 (ISBN 978-951-1-16838-6)
- (fi) Suuri asejuna Pietarista : romaani, Kustannus HD, 2006 (ISBN 978-952-55-5615-5)
- (fi) Surmanpelto : romaani, Otava, 2008 (ISBN 978-951-1-22983-4)
- (fi) Suuri viljajuna Siperiasta, Kustannus HD, 2009 (ISBN 978-952-55-5654-4)
- (fi) Rata : kertomus, Otava, 2010 (ISBN 978-951-1-24566-7)

#### SérieOstrobotnie
- (fi) Pohjanmaa : romaani, Helsinki, Otava, 1982, 364 p. (ISBN 978-951-1-07085-6, BNF 34813919)
- (fi) Talvisota, Otava, 1984 (ISBN 978-951-1-23866-9)
- (fi) Ameriikan raitti : romaani, Helsinki, Otava, 1986, 330 p. (ISBN 978-951-1-09148-6, BNF 34981807)
- (fi) Uusi Jerusalem : kertomus, Helsinki, Otava, 1988, 362 p. (ISBN 978-951-1-10279-3, BNF 37569423)
- (fi) Maan avaruus : romaani, Helsingissä, Otava, 1989, 301 p. (ISBN 978-951-1-10677-7, BNF 35513183)
- (fi) Lakeuden kutsu : romaani., Otava, 1997 (ISBN 978-951-1-14438-0)

#### Série «La famille de ma mère»
- (fi) Eerikinpojat, Otava, 2001 (ISBN 978-951-1-17450-9)
- (fi) Ullan kirja, Otava, 2002 (ISBN 978-951-1-17960-3)
- (fi) Muukalaiset, Otava, 2003 (ISBN 978-951-1-18608-3)
- (fi) Wallenberg, Otava, 2004 (ISBN 978-951-1-19204-6)
- (fi) Taivaanraapija, Otava, 2005, 239 p. (ISBN 978-951-1-20040-6)
- (fi) Kylmien kyytimies : romaani, Otava, 2007 (ISBN 978-951-1-22106-7)
- (fi) Ikitie : romaani, Otava, 2011, 431 p. (ISBN 978-951-1-23816-4)

### Nouvelles
- (fi) Lauantaina illalla, Otava, 1971
- (fi) Seitsemän kertomusta, Otava, 1972
- (fi) Perhokalastuksen alkeet, Otava, 1978 (ISBN 978-951-1-04976-0)
- (fi) Asiantuntija : Valikoima novelleja, Otava, 1979 (ISBN 978-951-1-05199-2)
- (fi) Maailman kivisin paikka, Otava, 1980
- (fi) Sammuttajat, Otava, 1983
- (fi) Novellit, Helsingissä, Otava, 1983, 413 p. (ISBN 978-951-1-07209-6, BNF 34813918)
- (fi) Vääpeli Matala lentää, 1987
- (fi) Perhokalastuksen alkeet, Kuvittanut Juha Markula, Otava, 1991 (ISBN 978-951-1-11201-3)
- (fi) Suuri pieni maa : Kertomuksia Islannista, Otava, 1993 (ISBN 978-951-1-09514-9)
- (fi) Suomi elää metsistään, Otava, 1996 (ISBN 978-951-1-13975-1)
- (fi) Maakunnan miehiä : Novellit 1983–1996, Otava, 2001 (ISBN 978-951-1-17194-2)
- (fi) Perhokalastus Pohjanmaalla : kalastuskertomuksia, Otava, 2006 (ISBN 978-951-1-20847-1)

### Documentaires et ouvrages illustrés
- (fi) Kertomus järvestä, 1981
- (fi) Voiman miehet, Suomen Sähkölaitosyhdistys ry., 1986
- (fi) M. Valmunen et Antti Tuuri, Tie maisemaan, 1992
- (fi) Jokivarsien kansa sodassa, 1994
- (fi) Neljännen valtakunnan vieraana, 1995
- (fi) Erno Paasilinna et Antti Tuuri, Isoa Inaria kiertämässä. Kuvauksia Inarin vesiltä ja rannoilta, 1999
- (fi) Linnuille pesänsä, ketuille kolonsa. Asuntorakentamisen viisi värikästä vuosikymmentä, 1998
- (fi) Eteenpäin katsomisen taito. Tekniikan edistämissäätiö 1949–1999, 1999
- (fi) UPM-Kymmene. Metsän jättiläisen synty, 1999
- (fi) Elosta ja maailmasta. Esko Ahon tie Peltolan tuvasta suuriin saleihin, 1999
- (fi) Kuinka kirjoitan romaanin, 2004
- (fi) Tauno Matomäki : Suvipäivänä syntynyt, 2005
- (fi) Lähikuvassa Erno Paasilinna, Otava, 2009 (ISBN 978-951-1-22902-5)
- (fi) Matkoilla Euroopassa : matkakertomuksia, Otava, 2011 (ISBN 978-951-1-23703-7)

#### Série Rukajärvi
- (fi) Rukajärven tiellä, 1990
- (fi) Rukajärven aika, 1991
- (fi) Rukajärven linja, 1992

### Pièces de théâtre et films
- (fi) Pitti-poika, 1983
- (fi) Maakunnan mies, 1986
- (fi) Pohjanmaa, 1988
- (fi) Talvisota, 1989
- (fi) Ameriikan raitti, 1990
- (fi) Rukajärven tie, 1999
- (fi) Lakeuden kutsu, 2000

### Livrets d’opéra
- (fi) Sinapinsiemen, 2001
- (fi) Vierivä kivi, 2008

### Traductions en finnois
- (fi) Egillin, Kalju-Grímrin-pojan saaga, 1994
- (fi) Poltetun Njállin saaga, 1996
- (fi) Grettir Väkevän saaga, 2003
- (fi) Gunnlaugr Käärmeenkielen saaga ja muita lyhytsaagoja, 2006
- (fi) Orkneylaisten saaga, 2008

## Prix et récompenses
Les principaux prix sont:
- 1971, prix J. H. Erkko,
- 1976, prix de la littérature de l'état finlandais,
- 1978, Valtion kirjallisuuspalkinto,
- 1979, Prix Waltari,
- 1980, Prix de la pièce radiophonique pour les aveugles
- 1982,   Prix Pehr Evind Svinhufvud
- 1983, Valtion kirjallisuuspalkinto,
- 1983, Médaille Kiitos kirjasta,
- 1985, grand prix de littérature du Conseil nordique pour Pohjanmaa,
- 1985, Médaille Pro Finlandia,
- 1986, Akateemisen Varjo-Finlandia,
- 1987, Fond Artturi Leinonen,
- 1988, Akateemisen Varjo-Finlandia,
- 1997, Akateemisen Varjo-Finlandia,
- 1997, prix Finlandia pour Lakeuden kutsu,
- 1997, prix Kirjapöllö,
- 2009, prix Aleksis Kivi.

Tuuri a traduit en finnois des sagas islandaises, et le président Vigdís Finnbogadóttir lui a donné en 1983 La croix du faucon islandais.